# Толстоголовка зубчатая
Толстоголовка зубчатая или толстоголовка серпуховая (лат. Pyrgus serratulae) — бабочка из семейства толстоголовок.

## Этимология названия
Serratula (с латинского) — серпуха, одно из кормовых растений гусениц.

## Ареал и места обитания
Европа, Передняя Азия, Средний и Южный Урал, юг Сибири к востоку до Забайкалья, Монголия, Китай.
Северная граница ареала вида в Восточной Европе совпадает с границей распространения широколиственных лесов. Встречается на север до средней Польши и Юго-восточной Литвы. На территории Украины современные находки в Харьковской, Днепропетровской и Донецкой областях. Вид отсутствует на большей территории степной зоны Украины. Старинные находки в Львовской, Закарпатской и Винницкой областях. На Западной Украине сегодня достоверно найден только на Расточье (Яворовский национальный природный парк). На Крымском полуострове обитает во многих местах горного Крыма, преимущественно в яйлах — единичные находки вида в степной части полуострова и в юго-восточной части предгорий..
Бабочки населяют лесные опушки, лесные поляны, обочины дорог, луга с невысоким и редким травостоем.

## Биология
На севере ареала развивается в одном поколении на протяжении года. Время лёта длится середины мая до первой декады июля. В Белоруссии в жаркие годы в конце августа — начале сентября отмечались особи второго поколения. Для популяций в юго-восточной части ареала также приводятся данные о втором поколении (бабочки летают — с середины июля по середину августа).
Гусеницы развиваются с зимовкой с августа по середину мая следующего года. Кормовые растения:
манжетка, лапчатка песчаная, лапчатка прямая, лапчатка ползучая. Куколка зимует в свернутом листе у основания кормового растения